# 馬查旗

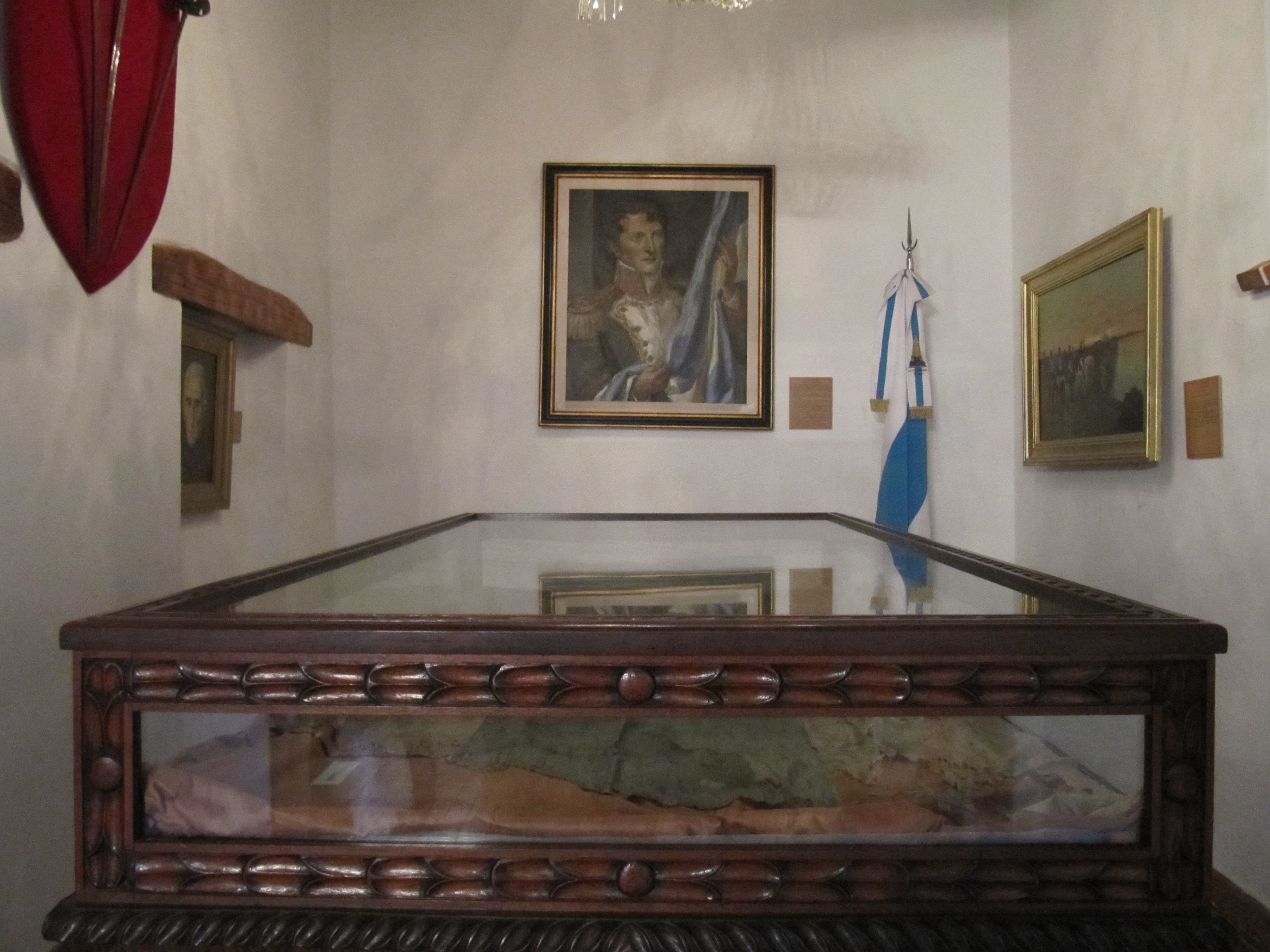
目前保存於玻利維亞蘇克雷的馬查旗。

馬查旗（西班牙語：Bandera de Macha）是一對阿根廷國旗的名字，它們發現於玻利維亞波托西以北馬查村附近蒂蒂里聚落的一座小教堂。它們被認為是曼努埃爾·貝爾格拉諾創建的第一批實體阿根廷旗幟，並在1813年11月隱藏了旗幟，以防止聯合軍隊在阿尤馬戰役被擊敗後落入敵人手中的風險性。
它們於1885年被發現。其中玻利維亞在蘇克雷保留了其中一面旗幟；另一幅於1896年贈予阿根廷，目前保存在阿根廷國家歷史博物館。圖庫曼省自2010年以來將馬查旗一直用作省旗。阿根廷保存的國旗則為藍、白、藍三條帶，具有和現代阿根廷國旗一樣的特徵，玻利維亞則保存的是白、藍、白三條帶。

## 歷史

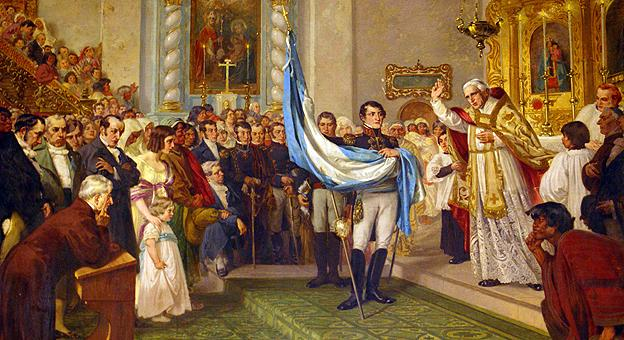
1813年胡安·伊格納西奧·戈里蒂牧師為國旗祝福的畫像。

阿根廷國旗是曼努埃爾·貝爾格拉諾在阿根廷独立战争期間創造的旗幟。在巴拉圭战争結束後，他搬到羅薩里奧居住。他在城裡注意到在地的阿根廷保皇黨和愛國勢力都使用相同的顏色旗幟，即西班牙的黃色和紅色。為此，他向阿根廷第一執政聯盟請求設計一枚新的徽章，並於1812年2月18日通過法令批准。該徽章的顏色則為白色和淺藍色。 受到這一成功的推助，貝爾格拉諾在九天後製作了一面相同顏色的旗幟。這面旗幟於1812年2月27日在巴拉那河畔的自由砲台（Batería Libertad）首次升起，供士兵宣誓效忠。儘管可以確定這面旗幟確定共有白色和淺藍色，但歷史學家並不知道最初的設計是「藍-白-藍」三色，或是「白-藍-白」的順序。
在新旗幟設計完成後，貝爾格拉諾給第一執政聯盟寫了一封信，通知新的旗幟已經設計完成。並根據國家徽章的顏色……」 然而該信沒有詳細說明實際的設計，第一執政聯盟隨後派遣貝爾格拉諾前往薩爾塔以增援北方軍團。而貝爾格拉諾將實體的旗幟留在羅薩里奧，或將其帶到北方此點也產生了歷史較為模糊的細節。
雖然貝爾格拉諾透過書信向第一執政聯盟告知設計新的旗幟。然而與徽章不同的是，第一執政聯盟最初並不接受使用該國旗：畢竟當時的國際政策聲明第一執政聯盟政府的存在，是代替拿破崙俘虜的西班牙國王费尔南多七世而對阿根廷地區進行統治，而創建國旗則明顯是一個意圖進行獨立主義的行為。第一執政聯盟以該由向貝爾格拉諾發出警告：不要在旗幟下進行作戰，然而當回信到達時，貝爾格拉諾已經按照先前的命令向北移動，並無法及時獲得第一執政聯盟的拒絕，便在圣萨尔瓦多-德胡胡伊升起了新旗幟，並在五月革命兩週年之際讓當地教堂向旗幟進行祝福。
儘管貝爾格拉諾在得知第一執政聯盟的要求後接受了命令，並停止使用旗幟。但由於士兵們已經對著新旗幟宣誓，貝爾格拉諾則認為旗幟具有偉大勝利的象徵，因而保留它。

第一執政聯盟後來被第二、三執政聯盟所取代，後者俱有更自由的意識形態，在第十三屆制憲和主權大會中。該議會授權使用該旗幟作為戰爭旗，但不能作為國家旗幟。1813年2月13日，新批准的旗幟於薩拉多河旁進行第一次宣誓儀式，從那時起，薩拉多河也被稱為誓言河（Río Juramento ）。第一次使用批准的旗幟進行的戰鬥是薩爾塔戰役，這是一場決定性的愛國戰役，徹底擊敗了保皇黨人皮奧·特里斯坦的勢力。儘管軍隊向北移動，但在卻在維爾卡普吉奧戰役和阿尤馬戰役中遭到敵軍擊敗。在軍隊撤退到南方。由於擔心敵軍會拿到旗幟，因此貝爾格拉諾將旗幟交給了馬查的教區牧師照料，他們將旗幟藏在蒂蒂裡小村莊附近小教堂裡亞維拉的德蘭後面。隨後貝爾格拉諾被召回布宜諾斯艾利斯，派往歐洲執行外交任務，因此這些旗幟被認為丟失了。
1885年，這些旗幟在新牧師在修復小教堂時被發現。並被轉移到蘇克雷的獨立博物館，其中保留了其中一面旗幟。應阿根廷駐玻利維亞大使阿道夫·卡蘭薩的要求，另一件於1896年歸還給阿根廷。保存在阿根廷國家歷史博物館。

## 保存

### 阿根廷
國家歷史博物館於2007年開始修復歸還給阿根廷的國旗，對其進行研究。瑪麗亞·皮亞·坦博里尼（María Pía Tamborini）和帕特里·夏麗莎（Patricia Lissa）則負責修復工作。由於該幅旗幟是絲綢製作，現在只剩下70%的結構仍存。遺跡多年來保存條件惡劣的環境中，因此旗幟仍存絲綢的成分不高。無法恢復完全的原色，即靛藍和象牙白。
目前，馬查旗被保存在一個封閉的櫃子裡，它於2010年阿根廷建國二百週年之際向公眾開放。

## 另見
- 阿根廷國旗
- 曼努埃爾·貝爾格拉諾

### 書目
- Torres, Eduardo Pérez. . Salta: Hanne. 2010. ISBN 978-987-1264-34-6 （西班牙语）.
- Goman, Adolfo Mario (2007). Enigmas sobre las primeras banderas argentinas. Cuatro Vientos. ISBN 987-564-702-0 （西班牙語）